# 洛桑·勒雪尼玛
洛桑·勒雪尼玛（？—？）藏族，籍贯不详，第五世（世数说明见嘉雅活佛）嘉雅活佛。

## 生平
他是藏传佛教格鲁派创始人宗喀巴的侄子，赴西藏学习佛法，通晓显宗及密宗，后来出任拉萨三大寺之一的甘丹寺第九任法台，该职务藏语俗称“甘丹赤巴”。